# Santos Amador
Santos Amador Quispe (Santa Cruz de la Sierra, Bolivia, 6 de abril de 1982) es un exfutbolista y actual entrenador boliviano. Jugaba como defensa y su último equipo fue Aurora.

## Clubes

### Como jugador
| Club              | País    | Año         |
| ----------------- | ------- | ----------- |
| Guabirá           | Bolivia | 2002 - 2003 |
| San José          | Bolivia | 2004 - 2006 |
| Real Potosí       | Bolivia | 2007 - 2008 |
| Jorge Wilstermann | Bolivia | 2009        |
| The Strongest     | Bolivia | 2010 - 2011 |
| Nacional Potosí   | Bolivia | 2011- 2012  |
| Jorge Wilstermann | Bolivia | 2012 - 2013 |
| Aurora            | Bolivia | 2014        |
| Petrolero         | Bolivia | 2014 - 2016 |
| Aurora            | Bolivia | 2017        |

### Como asistente
| Club   | País    | Año  |
| ------ | ------- | ---- |
| Aurora | Bolivia | 2018 |

### Como entrenador
| Club            | País    | Año  |
| --------------- | ------- | ---- |
| Torre Fuerte    | Bolivia | 2019 |
| 3 de Febrero FC | Bolivia | 2022 |

## Palmarés

### Como jugador
Títulos nacionales
| Título             | Club        | País    | Año           |
| ------------------ | ----------- | ------- | ------------- |
| Primera División   | Real Potosí | Bolivia | Apertura 2007 |
| Copa Simón Bolívar | Aurora      | Bolivia | 2016-17       |